# Aspidarachna clypeata
Aspidarachna clypeata är en kräftdjursart som beskrevs av Georg Ossian Sars 1899. Aspidarachna clypeata ingår i släktet Aspidarachna och familjen Munnopsidae. Inga underarter finns listade i Catalogue of Life.